# Тенгобуж
Тенгобуж (пол. Tęgobórz) — село в Польщі, у гміні Щекоцини Заверцянського повіту Сілезького воєводства.
Населення — 229 осіб (2011).
У 1975-1998 роках село належало до Ченстоховського воєводства.

## Демографія
Демографічна структура станом на 31 березня 2011 року:
|          | Загалом | Допрацездатний вік | Працездатний вік | Постпрацездатний вік |
| -------- | ------- | ------------------ | ---------------- | -------------------- |
| Чоловіки | 114     | 17                 | 83               | 14                   |
| Жінки    | 115     | 26                 | 60               | 29                   |
| Разом    | 229     | 43                 | 143              | 43                   |